# Louis-François Metra
Pour le réseau de trains de banlieue de Chicago, voir Metra.
Louis-François Metra, né en 1738 et mort le 11 décembre 1804 à Berlin, est un journaliste français.
Banquier et correspondant du roi de Prusse Frédéric II, Metra fit mal ses affaires et se réfugia à Neuwied, où il fit imprimer sa revue hebdomadaire Correspondance littéraire secrète pour laquelle il est surtout connu.
Metra a collaboré au Nouvelliste politique d’Allemagne, publié à Cologne en 1780.